# Lewinia
Genre
Lewinia est un genre d'oiseaux de la famille des Rallidae.

## Liste des espèces
Selon la classification de référence du Congrès ornithologique international (version 14.1, 2024) :
- Lewinia striata (Linnaeus, 1766) – Râle strié
- Lewinia mirifica (Parkes & Amadon, 1959) – Râle de Luçon
- Lewinia pectoralis (Temminck, 1831) – Râle à poitrine grise
- Lewinia muelleri (Rothschild, 1893) – Râle des Auckland